# Belpech
Cet article possède un paronyme, voir Delpech.
Belpech [bɛlpɛʃ]  (en occitan Bèlpuèg ) est une commune française, située dans le Nord-Ouest du département de l'Aude en région Occitanie.
Sur le plan historique et culturel, la commune fait partie du Lauragais, l'ancien « Pays de Cocagne », lié à la fois à la culture du pastel et à l’abondance des productions, et de « grenier à blé du Languedoc ». Exposée à un climat océanique altéré, elle est drainée par l'Hers-Vif, la Vixiège, l'Estaut, le Rieutord, le Rifaudés, le ruisseau de Roudigou, Nom inconnu et par divers autres petits cours d'eau. La commune possède un patrimoine naturel remarquable : deux sites Natura 2000 (le « piège et collines du Lauragais » et « Garonne, Ariège, Hers, Salat, Pique et Neste ») et six zones naturelles d'intérêt écologique, faunistique et floristique.
Belpech est une commune rurale qui compte 1 339 habitants en 2022, après avoir connu une forte hausse de la population depuis 1975. Ses habitants sont appelés les Bellopodiens ou  Bellopodiennes.
Le patrimoine architectural de la commune comprend sept immeubles protégés au titre des monuments historiques : l'église Saint-Saturnin, classée en 1906, la chapelle du Saint-Sépulcre, classée en 1906, la croix de pierre, classée en 1906, la croix de fer, classée en 1907, la maison De Curti, inscrite en 1926, la chapelle Notre-Dame-du-Rosaire, inscrite en 1948, et la maison Amigues, inscrite en 1948.

## Géographie

### Localisation
Belpech est un ancien village médiéval situé au pied d'un versant  ensoleillé des coteaux du Lauragais dans l'ouest de la Piège. C'est une commune limitrophe avec le département de l'Ariège. Par la route, les grandes villes les plus proches sont : Pamiers (17 km), Castelnaudary (32 km), Carcassonne (53 km), Foix (33 km) et Toulouse (60 km). Bram, siège de la Communauté de communes se trouve à 36 km.
Les communes limitrophes sont  Gaudiès, Mazères, Molandier, Mézerville, Pech-Luna, Plaigne, Pécharic-et-le-Py et Saint-Sernin.

### Communes limitrophes
Belpech est limitrophe de neuf autres communes dont trois dans le département de l'Ariège.
| Molandier        | Mézerville                           | Saint-Sernin               |
| Mazères (Ariège) | Belpech                              | Pech-Luna                  |
| Gaudiès (Ariège) | Lapenne (Ariège, par un quadripoint) | Pécharic-et-le-Py, Plaigne |

### Géologie et relief
La superficie de la commune est de 4 246 hectares ; son altitude varie de 228  à   371 mètres.
Belpech se situe en zone de sismicité 2 (sismicité faible).

### Voies de communication et transports
Accès avec les routes départementales D 25, D 102 et D 525. Voir aussi Tramways de l'Aude.

### Hydrographie

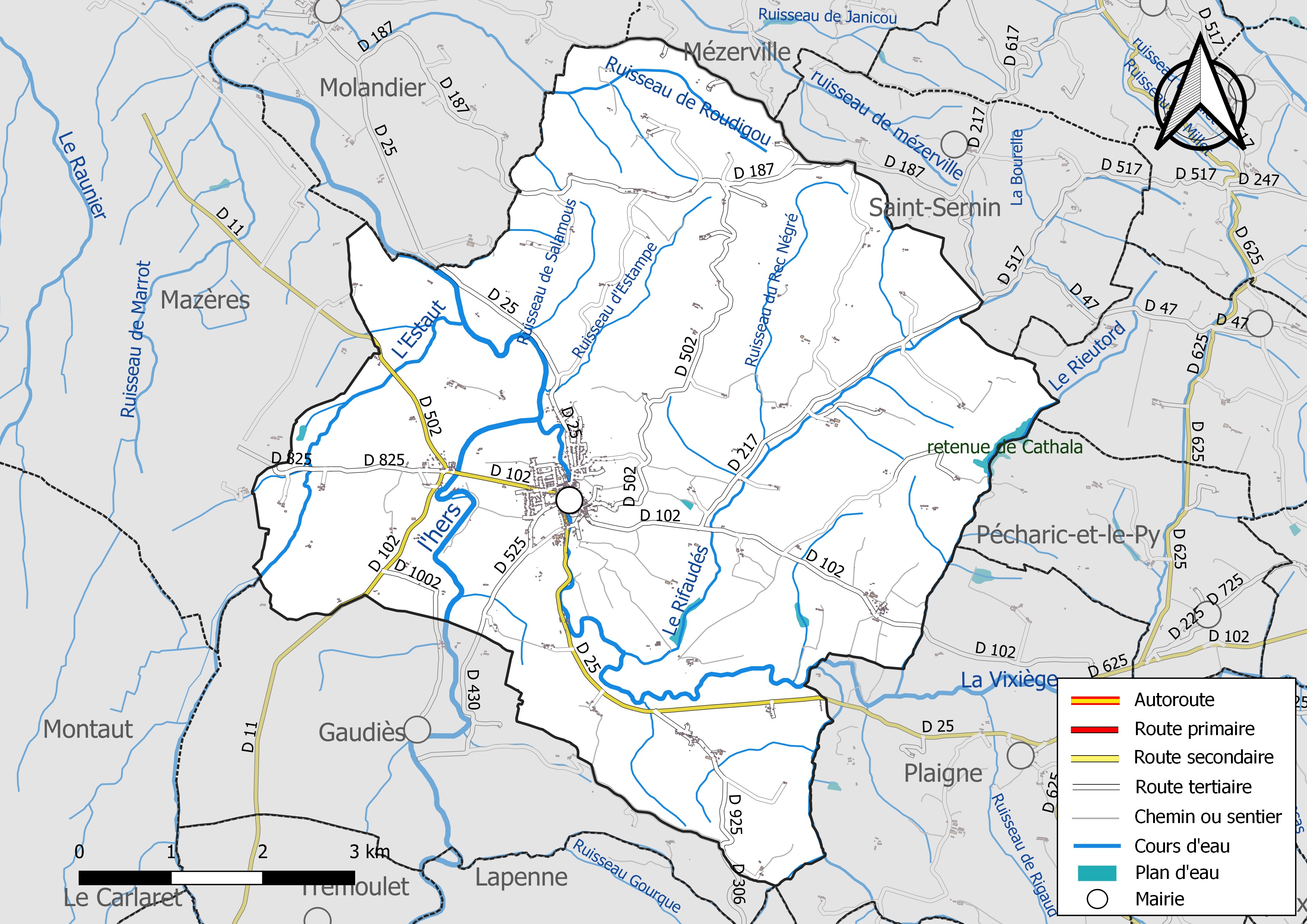
Réseau hydrographique.

La commune est dans le bassin de la Garonne, au sein du bassin hydrographique Adour-Garonne. Elle est drainée par l'Hers-Vif, la Vixiège, l'Estaut, le Rieutord, le Rifaudés, le ruisseau de Roudigou, un bras de l'Hers, le ruisseau de Borde Vieille, le ruisseau de Capou, le ruisseau de la Borde du Bosc, le ruisseau de Salamous, le ruisseau d'Estampe, le ruisseau du Clos du Cavaillé, et par divers petits cours d'eau, constituant un réseau hydrographique de 61 km de longueur totale,.
L'Hers-Vif, d'une longueur totale de 134,9 km, prend sa source dans la commune de Prades et s'écoule du sud vers le nord. Il traverse la commune et se jette dans l'Ariège à Cintegabelle, après avoir traversé 41 communes.
La Vixiège, d'une longueur totale de 33,6 km, prend sa source dans la commune de Saint-Gaudéric et s'écoule du sud vers le nord, puis vers l'ouest et à nouveau vers le nord. Elle traverse la commune et se jette dans l'Hers-Vif sur le territoire communal, après avoir traversé 19 communes.
L'Estaut, d'une longueur totale de 19,5 km, prend sa source dans la commune de Coussa et s'écoule du sud vers le nord. Il traverse la commune et se jette dans l'Hers-Vif sur le territoire communal, après avoir traversé 11 communes.

### Climat
Pour des articles plus généraux, voir Climat de l'Occitanie et Climat de l'Aude.
En 2010, le climat de la commune est de type climat du Bassin du Sud-Ouest, selon une étude s'appuyant sur une série de données couvrant la période 1971-2000. En 2020, Météo-France publie une typologie des climats de la France métropolitaine dans laquelle la commune est exposée à un climat océanique altéré et est dans la région climatique Aquitaine, Gascogne, caractérisée par une pluviométrie abondante au printemps, modérée en automne, un faible ensoleillement au printemps, un été chaud (19,5 °C), des vents faibles, des brouillards fréquents en automne et en hiver et des orages fréquents en été (15 à 20 jours).
Pour la période 1971-2000, la température annuelle moyenne est de 12,9 °C, avec une amplitude thermique annuelle de 15,6 °C. Le cumul annuel moyen de précipitations est de 802 mm, avec 9,5 jours de précipitations en janvier et 5,7 jours en juillet. Pour la période 1991-2020, la température moyenne annuelle observée sur la station météorologique la plus proche, située sur la commune de Montferrand à 19 km à vol d'oiseau, est de 13,7 °C et le cumul annuel moyen de précipitations est de 758,8 mm,. Pour l'avenir, les paramètres climatiques de la commune estimés pour 2050 selon différents scénarios d'émission de gaz à effet de serre sont consultables sur un site dédié publié par Météo-France en novembre 2022.

### Milieux naturels et biodiversité

#### Réseau Natura 2000

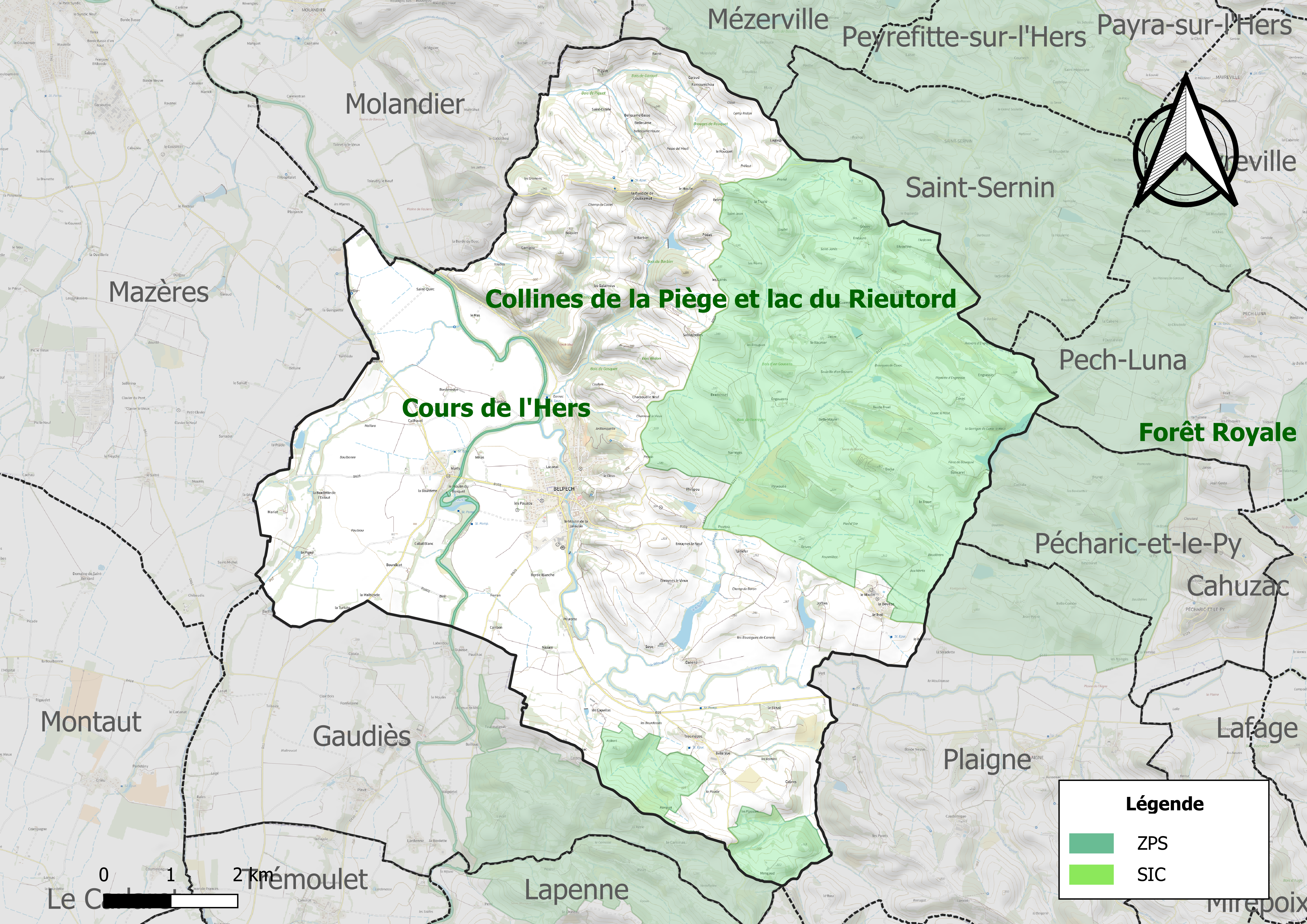
Site Natura 2000 sur le territoire communal.

Le réseau Natura 2000 est un réseau écologique européen de sites naturels d'intérêt écologique élaboré à partir des directives habitats et oiseaux, constitué de zones spéciales de conservation (ZSC) et de zones de protection spéciale (ZPS). Un site Natura 2000 a été défini sur la commune au titre de la directive habitats :
- « Garonne, Ariège, Hers, Salat, Pique et Neste », d'une superficie de 9 581 ha, un réseau hydrographique pour les poissons migrateurs, avec des zones de frayères actives et potentielles importantes pour le Saumon en particulier qui fait l'objet d'alevinages réguliers et dont des adultes atteignent déjà Foix sur l'Ariège[17]

et un au titre de la directive oiseaux : 
- le « piège et collines du Lauragais », d'une superficie de 31 216 ha, ayant une position de transition entre la Montagne Noire et les premiers contreforts pyrénéens. On y voit donc régulièrement des espèces à grand domaine vital soit en chasse, soit à la recherche soit de sites de nidification : le Vautour fauve, l'Aigle royal, le Faucon pèlerin sont ainsi plus ou moins régulièrement observés sur le territoire concerné[18].

#### Zones naturelles d'intérêt écologique, faunistique et floristique
L’inventaire des zones naturelles d'intérêt écologique, faunistique et floristique (ZNIEFF) a pour objectif de réaliser une couverture des zones les plus intéressantes sur le plan écologique, essentiellement dans la perspective d’améliorer la connaissance du patrimoine naturel national et de fournir aux différents décideurs un outil d’aide à la prise en compte de l’environnement dans l’aménagement du territoire. Trois ZNIEFF de type 1 sont recensées sur la commune :
- les « collines de la Piège et lac du Rieutord » (4 812 ha), couvrant 11 communes du département[20] ;
- les « coteaux de Gaudiès et de Saint-Félix-de-Tournegat » (842 ha), couvrant 5 communes dont 3 dans l'Ariège et 2 dans l'Aude[21] ;
- le « cours de l'Hers » (891 ha), couvrant 41 communes dont 32 dans l'Ariège, 7 dans l'Aude et 2 dans la Haute-Garonne[22] ;

et trois ZNIEFF de type 2, : 
- les « collines de la Piège » (27 918 ha), couvrant 40 communes dont 38 dans l'Aude et 2 dans la Haute-Garonne[23] ;
- l'« ensemble de coteaux au nord du Pays de Mirepoix » (9 691 ha), couvrant 17 communes dont 10 dans l'Ariège et 7 dans l'Aude[24] ;
- « l'Hers et ripisylves » (1 417 ha), couvrant 41 communes dont 32 dans l'Ariège, 7 dans l'Aude et 2 dans la Haute-Garonne[25].

Carte des ZNIEFF de type 1 et 2 à Belpech.
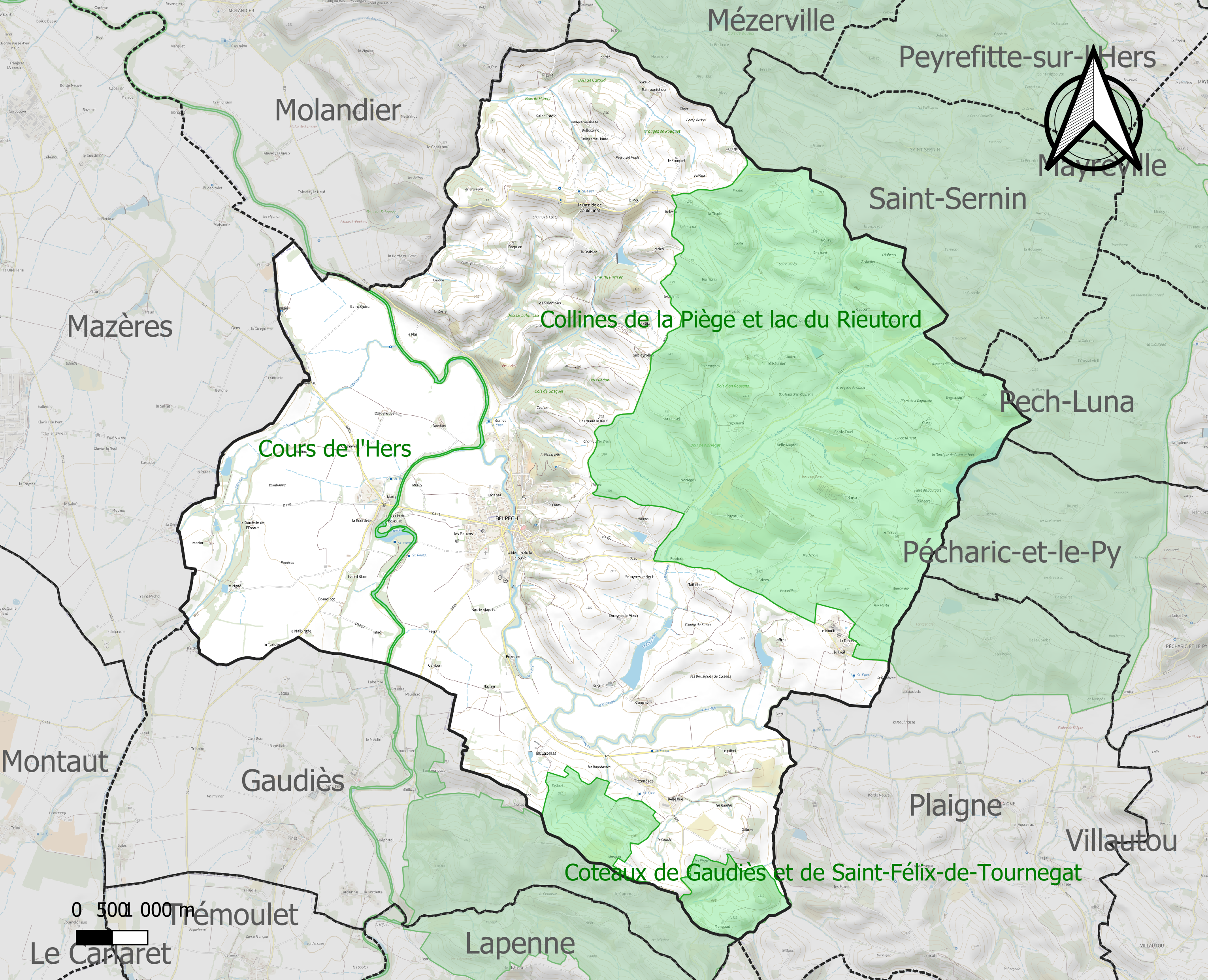
Carte des ZNIEFF de type 1 sur la commune.
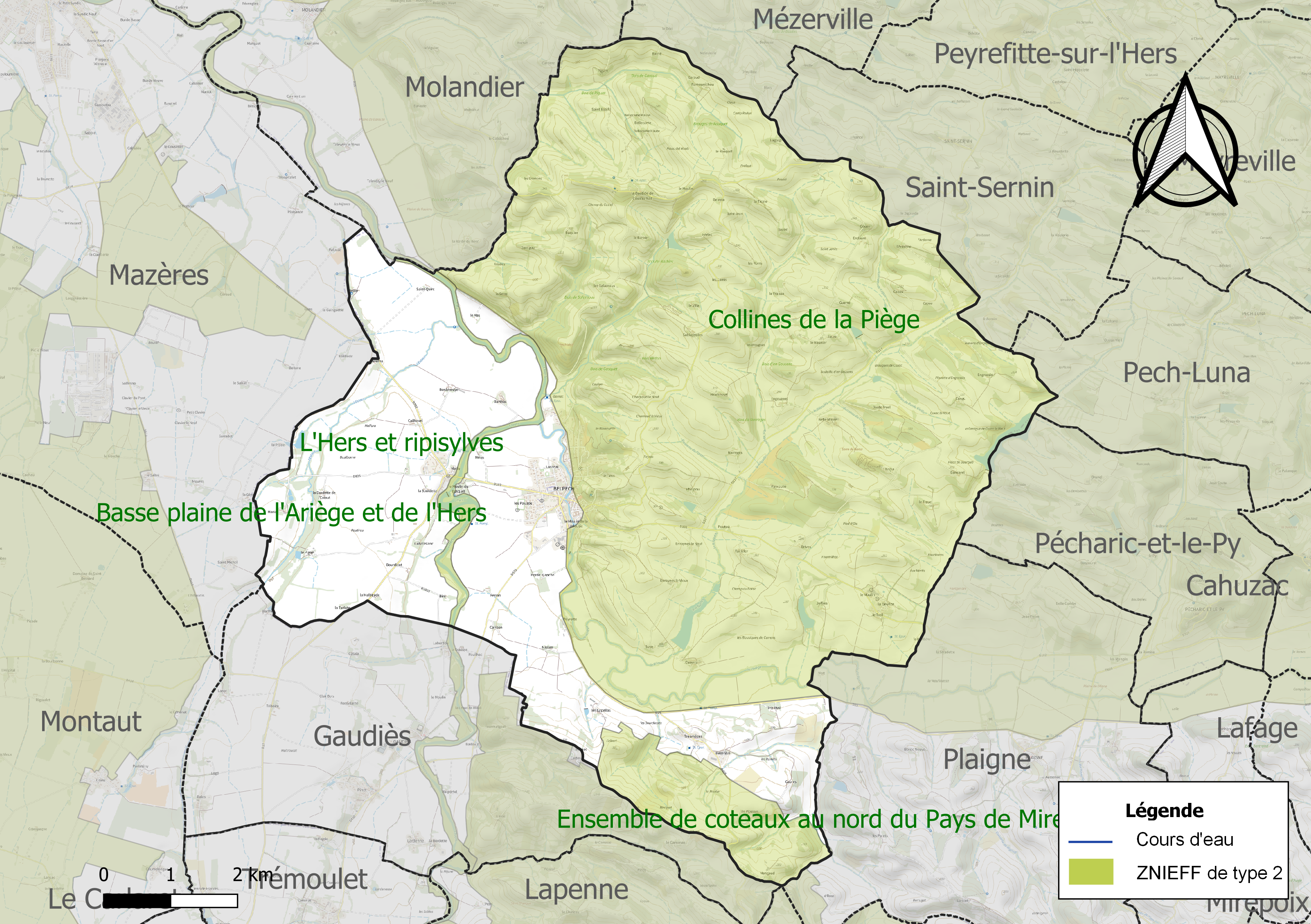
Carte des ZNIEFF de type 2 sur la commune.

## Urbanisme

### Typologie
Au 1er janvier 2024, Belpech est catégorisée bourg rural, selon la nouvelle grille communale de densité à 7 niveaux définie par l'Insee en 2022.
Elle est située hors unité urbaine et hors attraction des villes,.

### Occupation des sols
L'occupation des sols de la commune, telle qu'elle ressort de la base de données européenne d’occupation biophysique des sols Corine Land Cover (CLC), est marquée par l'importance des territoires agricoles (97 % en 2018), une proportion sensiblement équivalente à celle de 1990 (97,3 %). La répartition détaillée en 2018 est la suivante : zones agricoles hétérogènes (57,7 %), terres arables (33 %), prairies (6,4 %), zones urbanisées (1,3 %), milieux à végétation arbustive et/ou herbacée (1 %), forêts (0,6 %). L'évolution de l’occupation des sols de la commune et de ses infrastructures peut être observée sur les différentes représentations cartographiques du territoire : la carte de Cassini (XVIIIe siècle), la carte d'état-major (1820-1866) et les cartes ou photos aériennes de l'IGN pour la période actuelle (1950 à aujourd'hui).

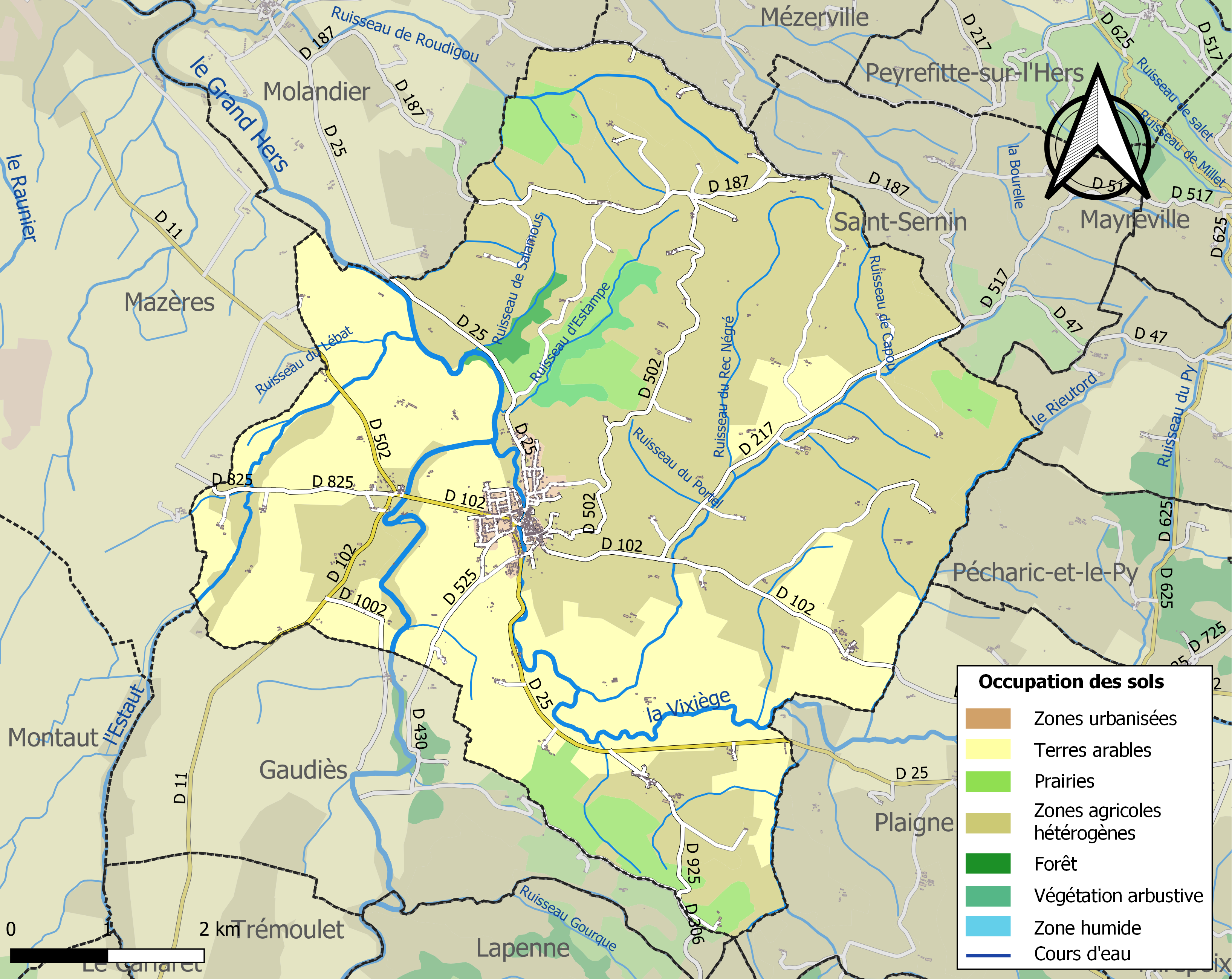
Carte des infrastructures et de l'occupation des sols de la commune en 2018 (CLC).

### Risques majeurs
Le territoire de la commune de Belpech est vulnérable à différents aléas naturels : météorologiques (tempête, orage, neige, grand froid, canicule ou sécheresse), inondations et séisme (sismicité faible). Il est également exposé à un risque technologique, la rupture d'un barrage. Un site publié par le BRGM permet d'évaluer simplement et rapidement les risques d'un bien localisé soit par son adresse soit par le numéro de sa parcelle.

#### Risques naturels
Certaines parties du territoire communal sont susceptibles d’être affectées par le risque d’inondation par débordement de cours d'eau, notamment l'Estaut, la Vixiège et l'Hers-Vif, ou Grand Hers. La commune a été reconnue en état de catastrophe naturelle au titre des dommages causés par les inondations et coulées de boue survenues en 1982, 1992, 1996, 1999, 2009, 2018 et 2020,.

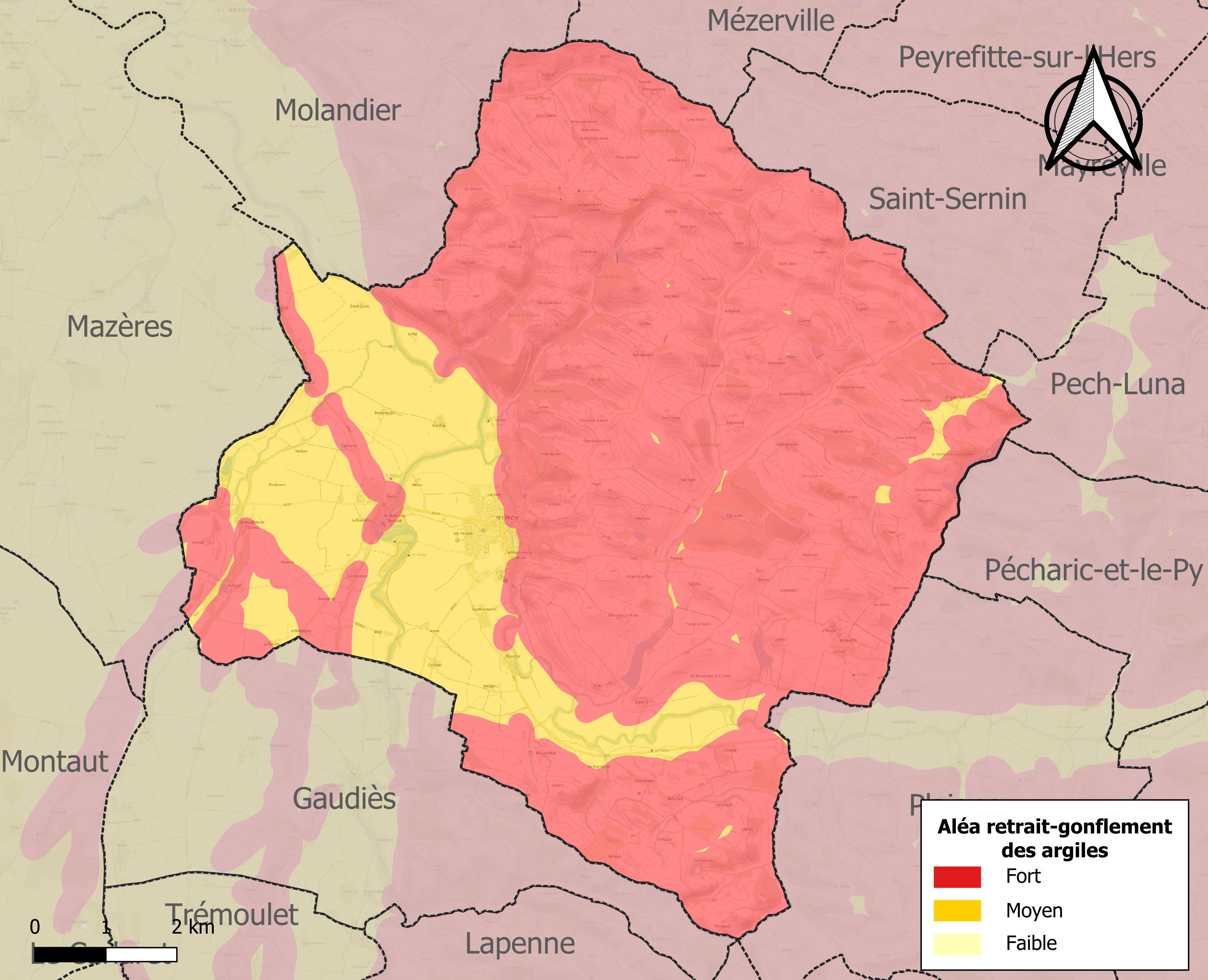
Carte des zones d'aléa retrait-gonflement des sols argileux de Belpech.

Le retrait-gonflement des sols argileux est susceptible d'engendrer des dommages importants aux bâtiments en cas d’alternance de périodes de sécheresse et de pluie. La totalité de la commune est en aléa moyen ou fort (75,2 % au niveau départemental et 48,5 % au niveau national). Sur les 728 bâtiments dénombrés sur la commune en 2019, 728 sont en aléa moyen ou fort, soit 100 %, à comparer aux 94 % au niveau départemental et 54 % au niveau national. Une cartographie de l'exposition du territoire national au retrait gonflement des sols argileux est disponible sur le site du BRGM,.

#### Risques technologiques
La commune est en outre située en aval du barrage de Montbel, un ouvrage de classe A situé dans le département de l'Ariège. À ce titre elle est susceptible d’être touchée par l’onde de submersion consécutive à la rupture de cet ouvrage.

## Toponymie
Le nom du village (Bellopodio-Beaupuy) provient de bèl, français «beau», et de podium, en occitan «puèg», désignant la colline qui le domine, mot dont les résultats toponymiques vont au-delà de la limite de la langue d'oc, jusqu'à la Loire.

## Histoire
L'origine de Belpech est fort ancienne, le site fut probablement occupé dès l'époque gallo-romaine.
C'était autrefois une ville importante qui eut à souffrir des guerres de religion et de grands incendies (97 maisons furent la proie des flammes en 1791). Néanmoins, elle semble avoir été épargnée, grâce à l'habileté politique de ses seigneurs, par les armées des croisés au XIIIe siècle. Elle était dominée au Moyen Âge par un château appelé le Castelas, construit au XIe siècle sur la colline « pech » dominant l'actuel village, et dont on peut encore voir les vestiges de la porte de la tour principale.
Le monastère de Notre-Dame-de-Garnac (Garnicia) [réf. nécessaire] ou Vajal, fondé au XIIe siècle par une donation de Bertrand de Belpech, était situé au sud du château, quelques vestiges de ces murs et de l'église, sont encore visibles. La seigneurie de Belpech a appartenu : au XIe siècle, à Bertrand de Belpech ; au XIIIe siècle, à Raimond-Fort de Belpech ; au XIVe siècle à Galcerandum de Bellopodio ; au tout début du XVe siècle, à Sicard de Bellopodio ; en 1470 au chevalier Étienne de Roüaix.
En 1226, dans le contexte de la lutte contre l'hérésie cathare, Louis VIII s'arrêta à Belpech pour y recevoir l’hommage de Nunez Sanche, le comte de Roussillon, de Conflent et de Cerdagne.
En 1630, la peste se déclara au village ; les habitants allèrent se réfugier dans les champs et y construisirent des cabanes dans lesquelles ils se retirèrent. La peste se déclara une nouvelle fois en août 1654 et dura jusqu'au mois de novembre suivant.
Sous le Directoire, construction du moulin du sieur Fenasse.
En 1835, la commune comptait 2 452 habitants, elle était réputée pour ses fabriques de draps.

## Politique et administration

### Découpage territorial
La commune de Belpech est membre de la communauté de communes Piège-Lauragais-Malepère, un établissement public de coopération intercommunale (EPCI) à fiscalité propre créé le 19 décembre 2012 dont le siège est à Bram. Ce dernier est par ailleurs membre d'autres groupements intercommunaux.
Sur le plan administratif, elle est rattachée à l'arrondissement de Carcassonne, au département de l'Aude, en tant que circonscription administrative de l'État, et à la région Occitanie.
Sur le plan électoral, elle dépend du canton de la Piège au Razès pour l'élection des conseillers départementaux, depuis le redécoupage cantonal de 2014 entré en vigueur en 2015, et de la troisième circonscription de l'Aude  pour les élections législatives, depuis le redécoupage électoral de 1986.

### Administration municipale
Le nombre d'habitants au recensement de 2011 étant compris entre 500 et 1 499 habitants, le nombre de membres du conseil municipal pour l'élection de 2014 est de quinze,.

### Tendances politiques et résultats
Le 7 avril 2023, à la suite de la démission annoncée du maire Pierre Vidal en cours de mandat, Estelle Vilespy est élue par le conseil municipal.

## Population et société

### Démographie
L'évolution du nombre d'habitants est connue à travers les recensements de la population effectués dans la commune depuis 1793. Pour les communes de moins de 10 000 habitants, une enquête de recensement portant sur toute la population est réalisée tous les cinq ans, les populations de référence des années intermédiaires étant quant à elles estimées par interpolation ou extrapolation. Pour la commune, le premier recensement exhaustif entrant dans le cadre du nouveau dispositif a été réalisé en 2005.

En 2022, la commune comptait 1 339 habitants, en évolution de +5,27 % par rapport à 2016 (Aude : +2,65 %, France hors Mayotte : +2,11 %).
| 1793  | 1800  | 1806  | 1821  | 1831  | 1836  | 1841  | 1846  | 1851  |
| ----- | ----- | ----- | ----- | ----- | ----- | ----- | ----- | ----- |
| 2 150 | 2 081 | 2 264 | 2 180 | 2 452 | 2 429 | 2 525 | 2 591 | 2 598 |

| 1856  | 1861  | 1866  | 1872  | 1876  | 1881  | 1886  | 1891  | 1896  |
| ----- | ----- | ----- | ----- | ----- | ----- | ----- | ----- | ----- |
| 2 483 | 2 477 | 2 343 | 2 306 | 2 254 | 2 199 | 2 097 | 2 043 | 1 834 |

| 1901  | 1906  | 1911  | 1921  | 1926  | 1931  | 1936  | 1946  | 1954  |
| ----- | ----- | ----- | ----- | ----- | ----- | ----- | ----- | ----- |
| 1 780 | 1 762 | 1 812 | 1 536 | 1 428 | 1 381 | 1 339 | 1 375 | 1 256 |

| 1962  | 1968  | 1975  | 1982  | 1990  | 1999  | 2005  | 2006  | 2010  |
| ----- | ----- | ----- | ----- | ----- | ----- | ----- | ----- | ----- |
| 1 210 | 1 224 | 1 089 | 1 068 | 1 165 | 1 152 | 1 276 | 1 272 | 1 320 |

| 2015  | 2020  | 2022  | - | - | - | - | - | - |
| ----- | ----- | ----- | - | - | - | - | - | - |
| 1 282 | 1 339 | 1 339 | - | - | - | - | - | - |

| selon la population municipale des années : | 1968 | 1975 | 1982 | 1990 | 1999 | 2006 | 2009 | 2013 |
| Rang de la commune dans le département      | 37   | 39   | 36   | 36   | 38   | 39   | 40   | 45   |
| Nombre de communes du département           | 439  | 436  | 435  | 437  | 438  | 438  | 438  | 438  |

## Économie

### Revenus
En 2018  (données Insee publiées en septembre 2021), la commune compte 553 ménages fiscaux, regroupant 1 211 personnes. La médiane du revenu disponible par unité de consommation est de 19 190 € (19 240 € dans le département).

### Emploi
| Division       | 2008   | 2013   | 2018   |
| -------------- | ------ | ------ | ------ |
| Commune        | 9,1 %  | 10,6 % | 7,7 %  |
| Département    | 10,2 % | 12,8 % | 12,6 % |
| France entière | 8,3 %  | 10 %   | 10 %   |

En 2018, la population âgée de 15 à 64 ans s'élève à 728 personnes, parmi lesquelles on compte 77 % d'actifs (69,3 % ayant un emploi et 7,7 % de chômeurs) et 23 % d'inactifs,. En  2018, le taux de chômage communal (au sens du recensement) des 15-64 ans est inférieur à celui de la France et du département, alors qu'en 2008 il était supérieur à celui de la France.
La commune est hors attraction des villes,. Elle compte 325 emplois en 2018, contre 336 en 2013 et 330 en 2008. Le nombre d'actifs ayant un emploi résidant dans la commune est de 515, soit un indicateur de concentration d'emploi de 63 % et un taux d'activité parmi les 15 ans ou plus de 50,9 %.
Sur ces 515 actifs de 15 ans ou plus ayant un emploi, 169 travaillent dans la commune, soit 33 % des habitants. Pour se rendre au travail, 86,9 % des habitants utilisent un véhicule personnel ou de fonction à quatre roues, 0,8 % les transports en commun, 6,2 % s'y rendent en deux-roues, à vélo ou à pied et 6,2 % n'ont pas besoin de transport (travail au domicile).

### Enseignement
Belpech fait partie de l'académie de Montpellier.

### Santé
La commune possède une pharmacie ainsi qu'un centre médical de santé.

### Culture et festivités

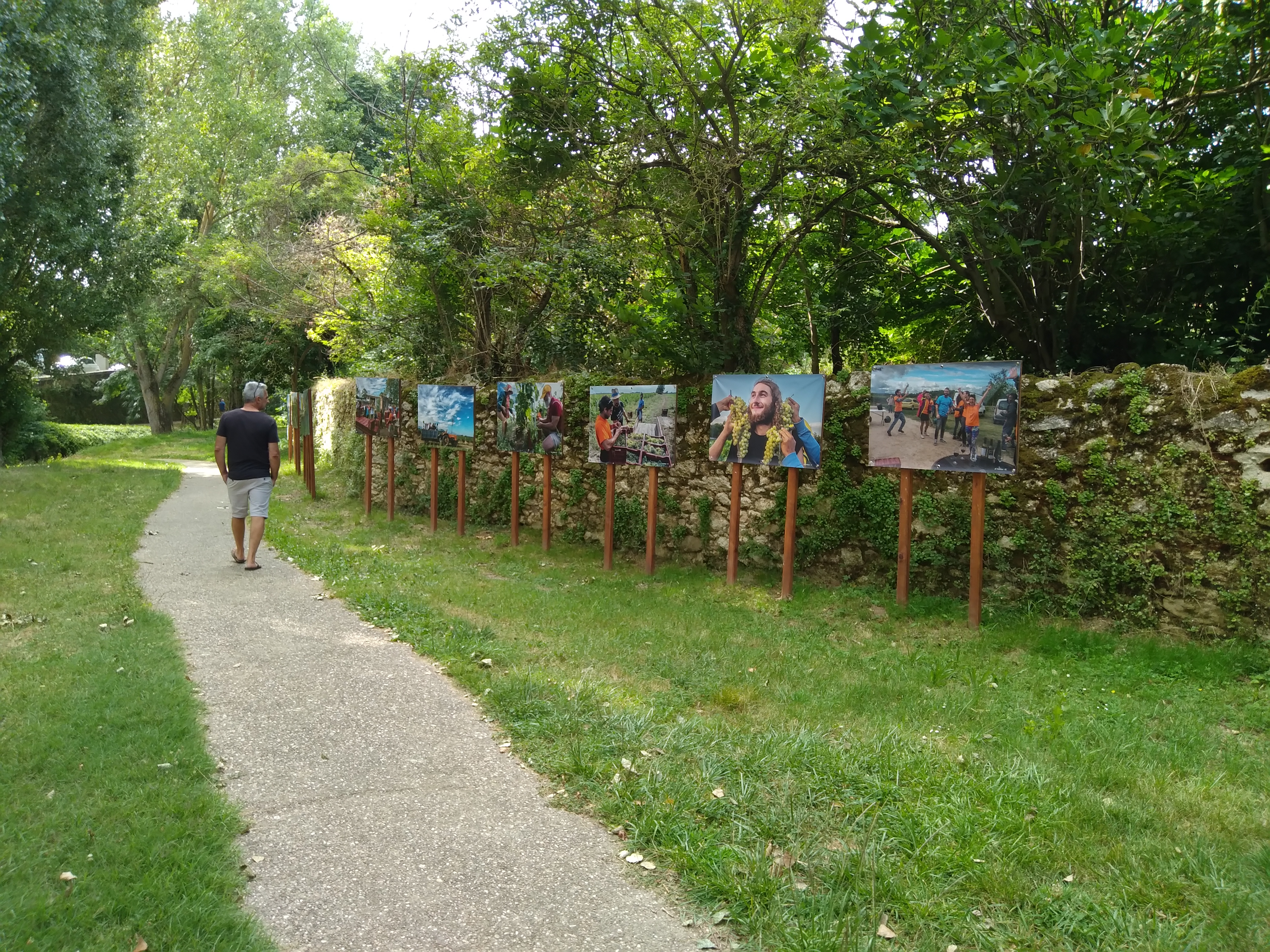
L'un des chemins de photos de Belpech situé le long de la Vixiège.

- L'un des chemins de photos de Belpech situé le long de la Vixiège.Depuis 2013, en période estivale, Belpech est l'une des étapes des « Chemins de photos » organisés dans 20 communes et 20 lieux privés du territoire autour des axes routiers, dont la route départementale 119, reliant Bram à l'Ariège[56],[57],[58].
- En avril, a lieu la « Foire de Printemps », rendez-vous des éleveurs locaux autour d'exposition de matériel agricole ancien et d'un marché de terroir[59].
- Le « Marché au gras » en décembre est une manifestation réputée, célébrant la place de Belpech comme capitale du foie gras dans l'Aude[60].

### Activités sportives
La chasse et la pétanque sont pratiquées. Le « Tennis Club de Belpech » fondé en 1983 possède deux courts de tennis en plein air. Une base de descente en canoés de la Vixiège est également exploitée.

## Médias

### Presse locale
La presse est représentée par le quotidien régional La Dépêche du Midi ainsi que par l'hebdomadaire Le Petit-Journal.
Une lettre mensuelle municipale intitulée « Flash Info' » rend compte de l'actualité de la ville.

### Radios locales
En plus des stations de radios nationales, la ville est couverte par des stations locales qui réalisent des émissions, reportages ou décrochages sur place dont :
- 90,7 et 107,5 : Pyrénées FM

### Cultes
Belpech dispose d'un lieu de culte catholique, l'église Saint-Saturnin, dépendant du diocèse de Carcassonne et Narbonne.

## Culture locale et patrimoine

### Dans la littérature
L'académicien français Édouard Estaunié a décrit Belpech vers 1888 dans son roman « Un simple » :
Alors on quitta la grande route pour un chemin sans ombre qui grimpait entre des séries de tranchées sablonneuses. […] Tout autour les champs dévalaient avec une furie de pente, surchargés de graviers et de terre ocreuse. Aucun arbre, mais de loin en loin des espaces incultes, des genièvres hérissés d'aiguilles : dans les angles parfois, protégés par des barrières, des figuiers rabougris tendaient au vent leurs feuilles noires, et à mesure qu'on s'élevait, sous le ciel bleuâtre où flottaient des vapeurs transparentes, s'apercevait à l'infini une ondulation de collines rougeaudes, mouchetées de villages. Une immense végétation latente semblait dormir dessous : on eût dit la terre s'étalant dans une ivresse de soleil, gonflée pour recevoir plus de rayons. En même temps le vent commençait à souffler en bise, ce vent d'autan, dont au bas on n'avait essuyé que des rafales perdues; il passait faisant vibrer le sol avec un sifflement qui montait des gammes sourdes aux sonorités suraiguës. […]
À leurs pieds, enfin, l'autre versant s'étalait : la plaine de Belpech feuillée, ombreuse, sillonnée de rivières qui la plaquaient de lames d'argent, fouillis de prairies, de remeils assombris, de saulaies fourmillantes. Au-dessus, les peupliers miroitant sous la lumière avaient un balancement de longs panaches, et c'était un contraste merveilleux avec ce qu'ils avaient traversé tout à l'heure, quelque chose comme le printemps après l'hiver.. Au loin des buées se fondaient en trainées alanguies, les toitures des maisons pointillant de rouge les massifs, semblaient des nids dans les branches ; les sols reflétant les rayons paraissaient des bijoux d'or posés sur du velours et une harmonie s'en élevait, une grande joie de chants d'oiseaux, des murmures d'arbres, des frissonnements d'eau, le halètement de la terre rafraîchie et rayonnante, souverainement paisible et belle sous l'étreinte du soleil.

### Lieux et monuments

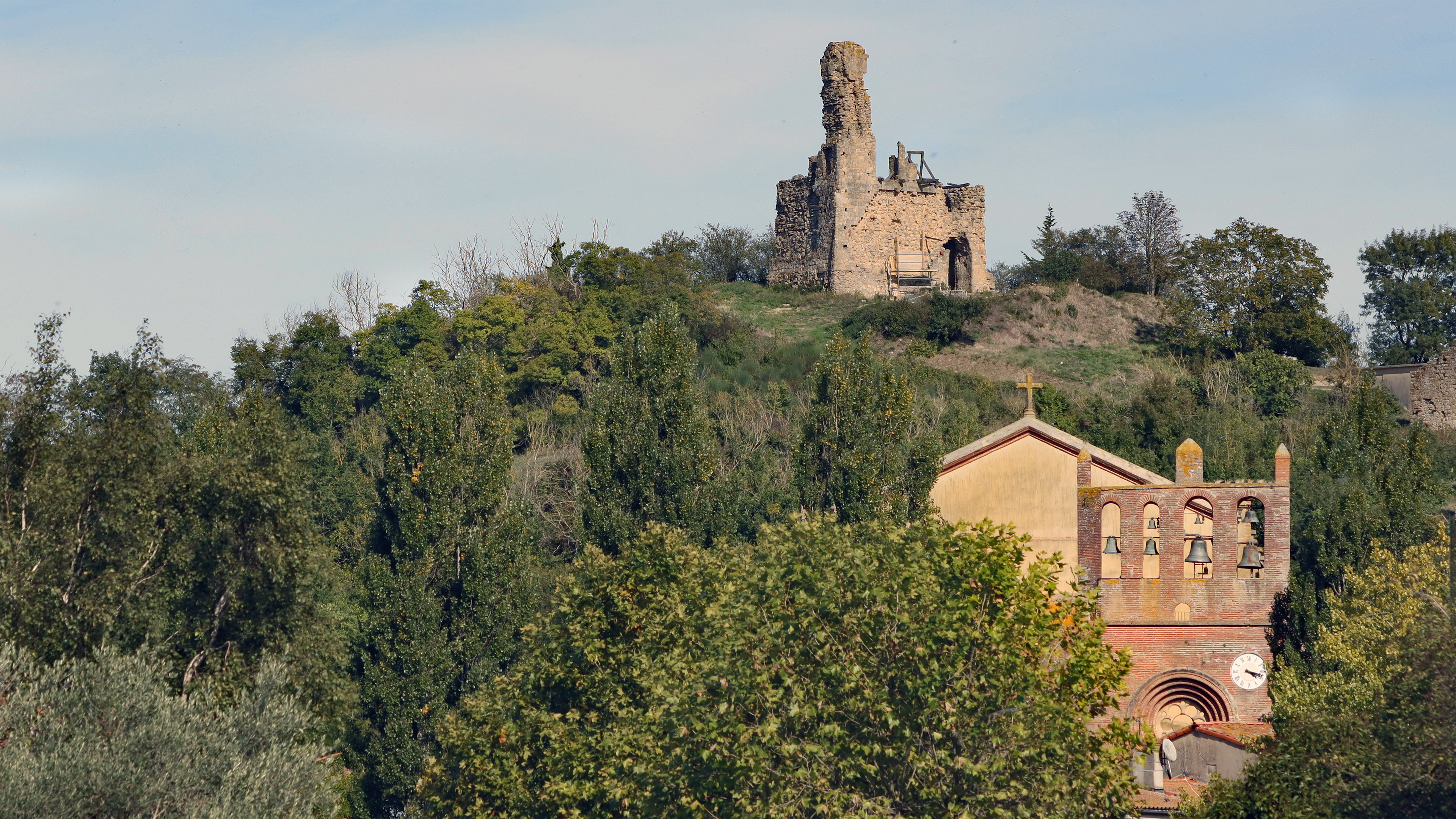
Les ruines du château.
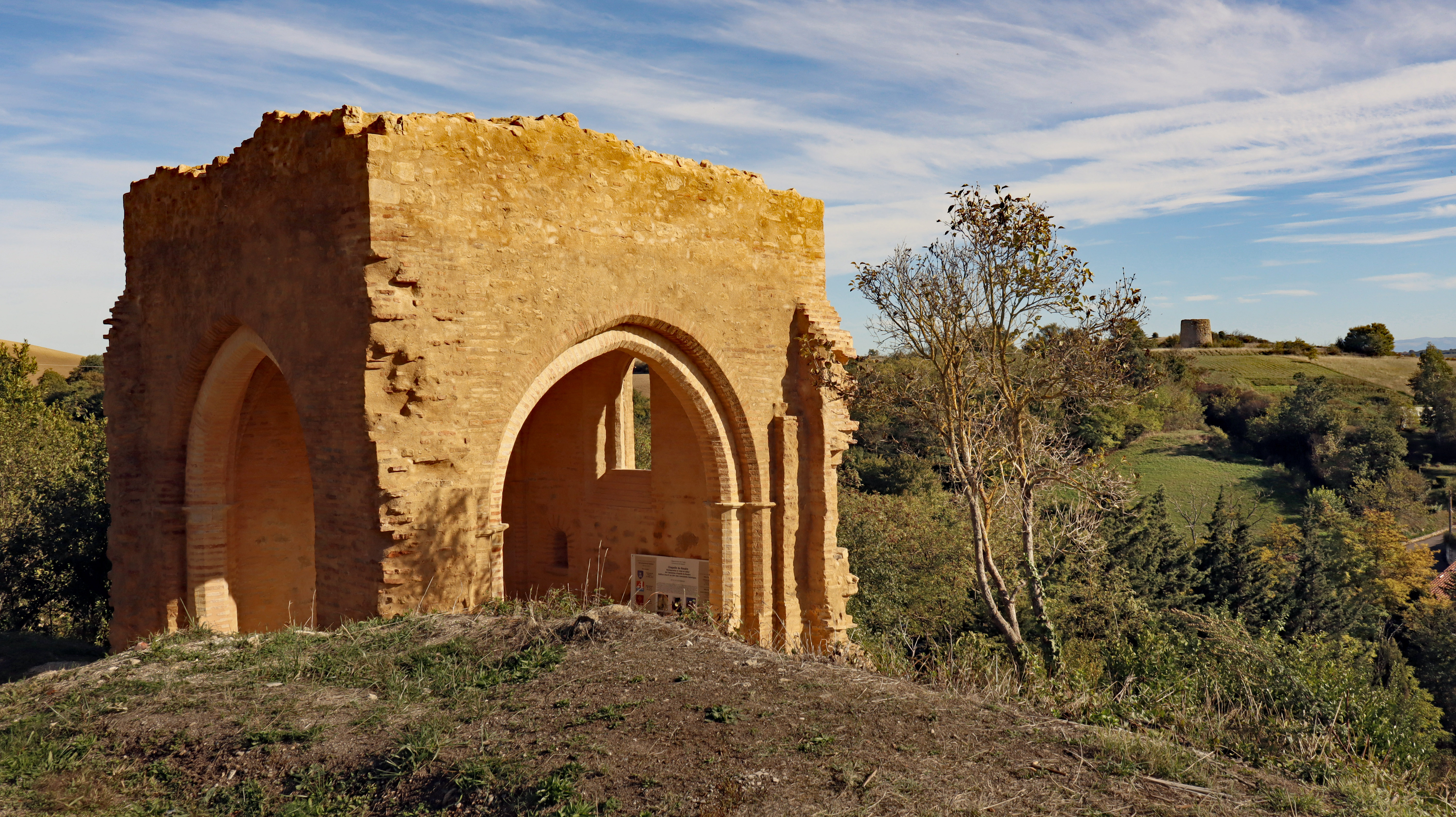
Chapelle Notre-Dame-du-Rosaire.
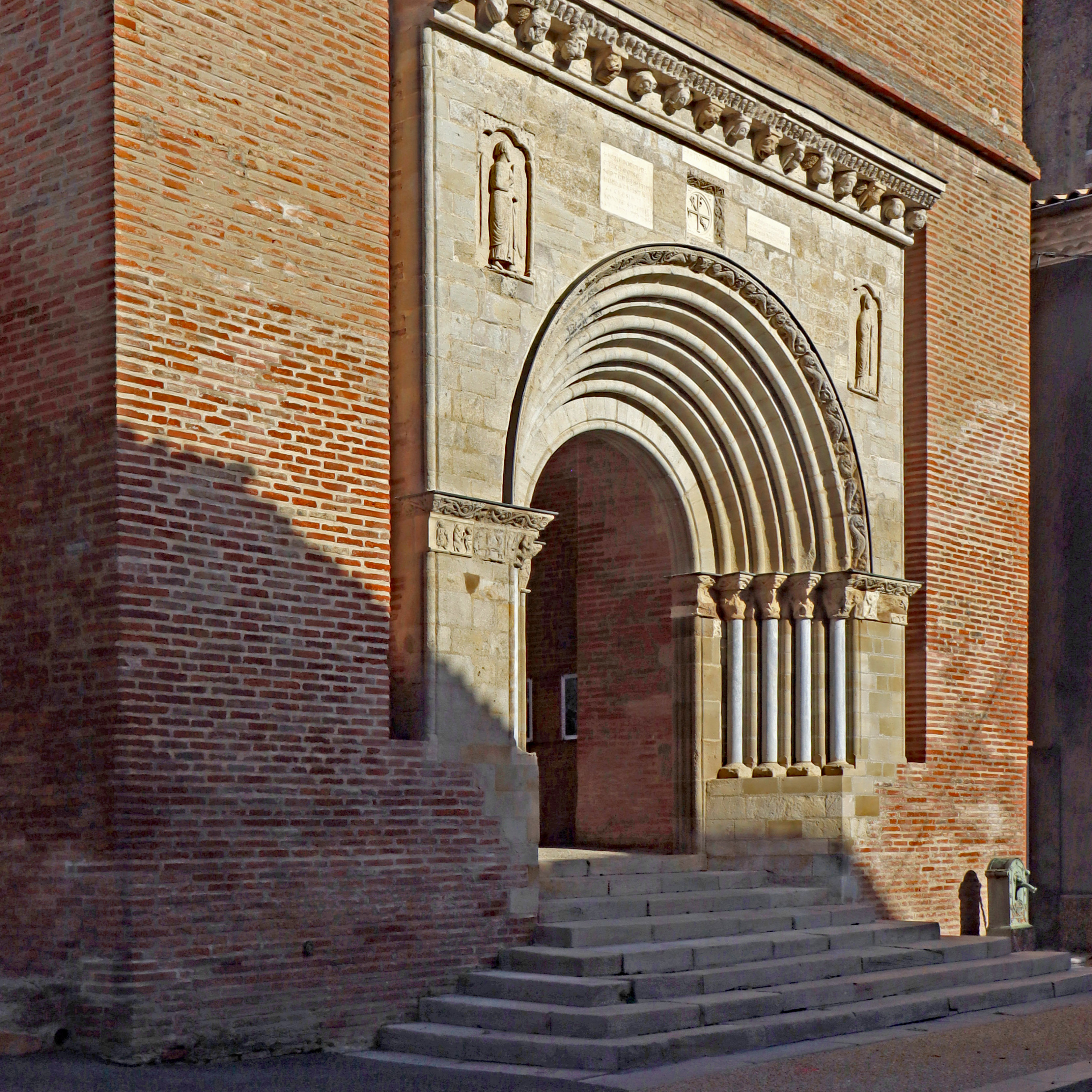
Porche de l'église.
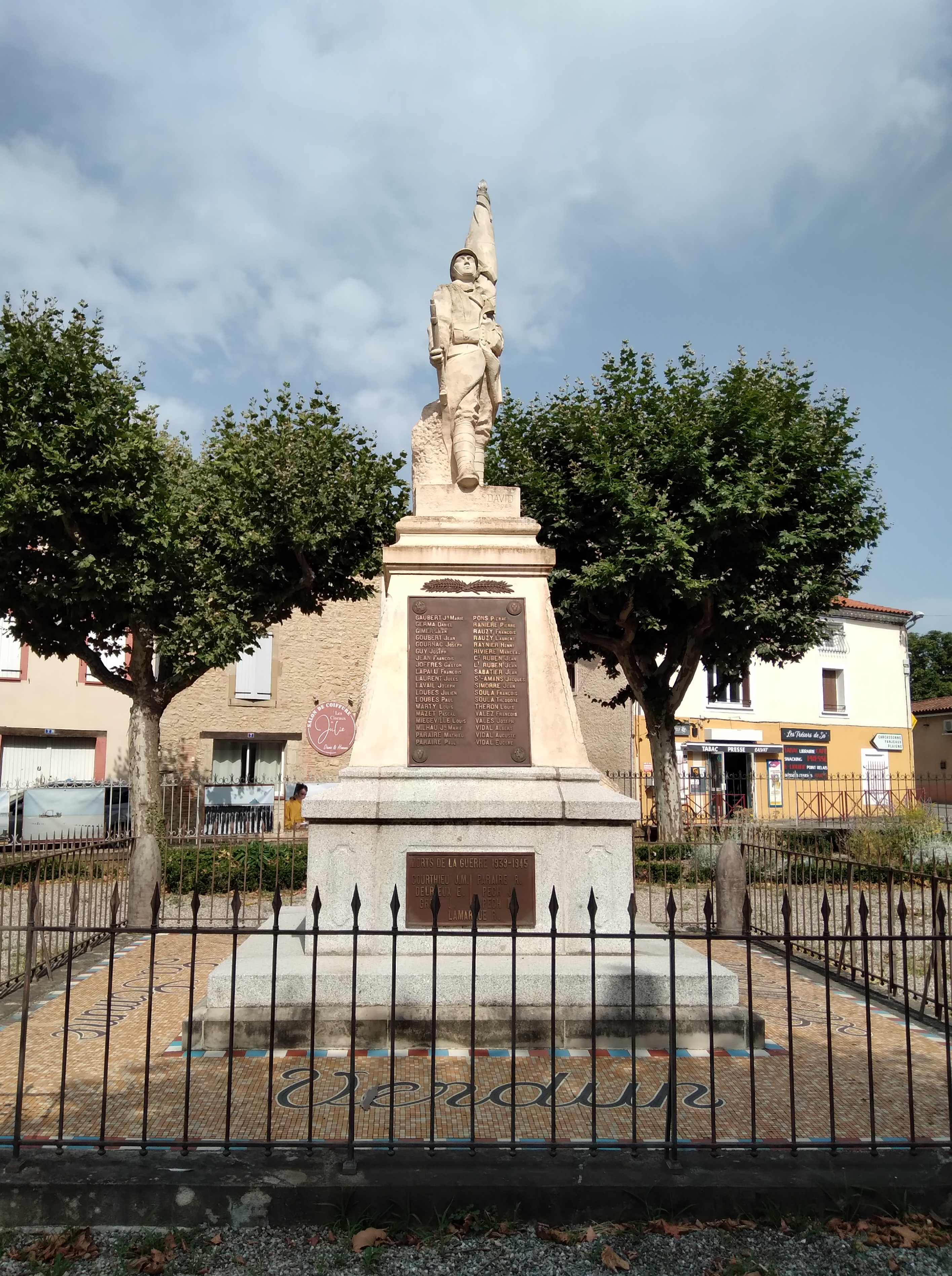
Le monument aux morts de Belpech.
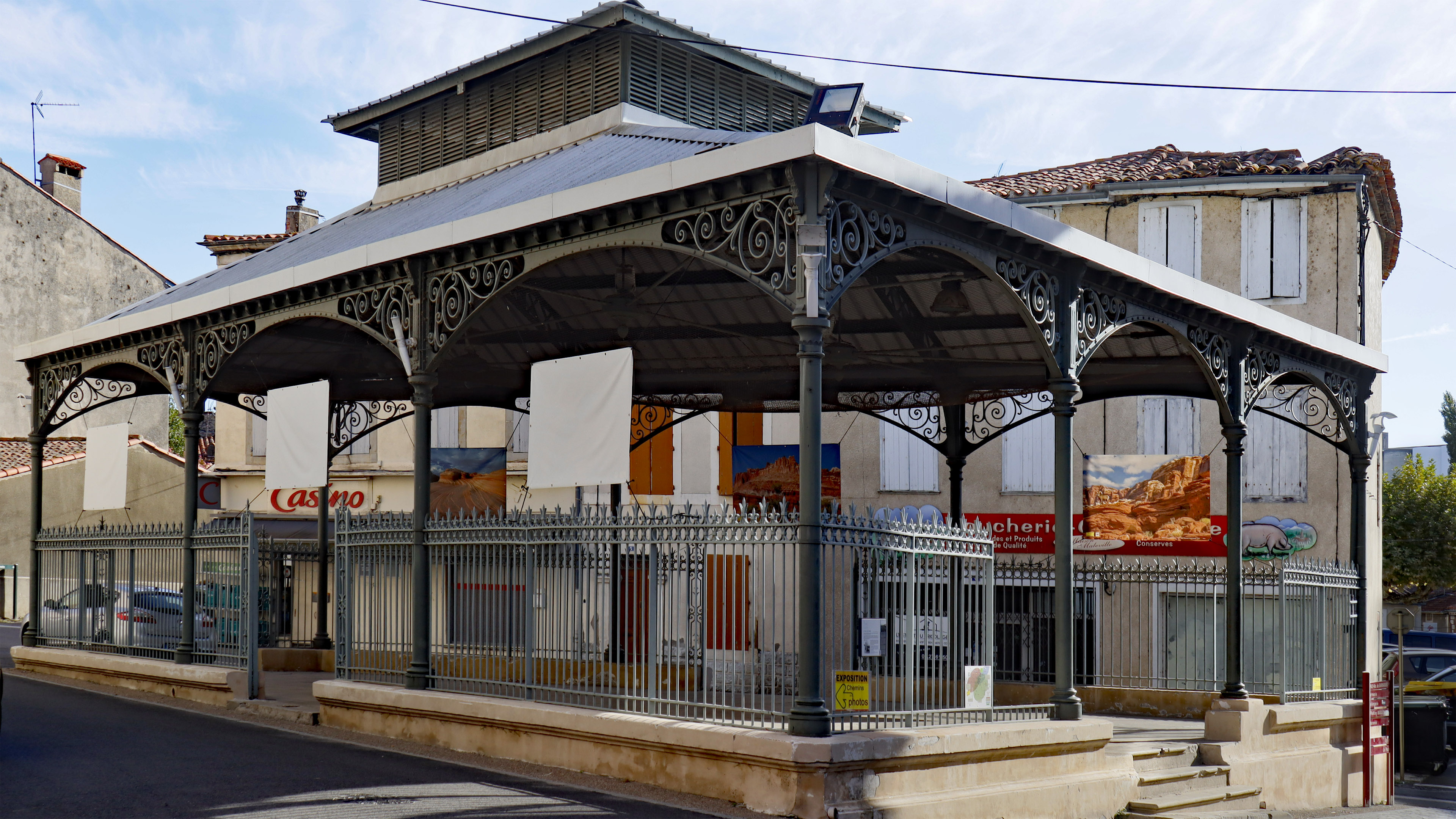
La halle.
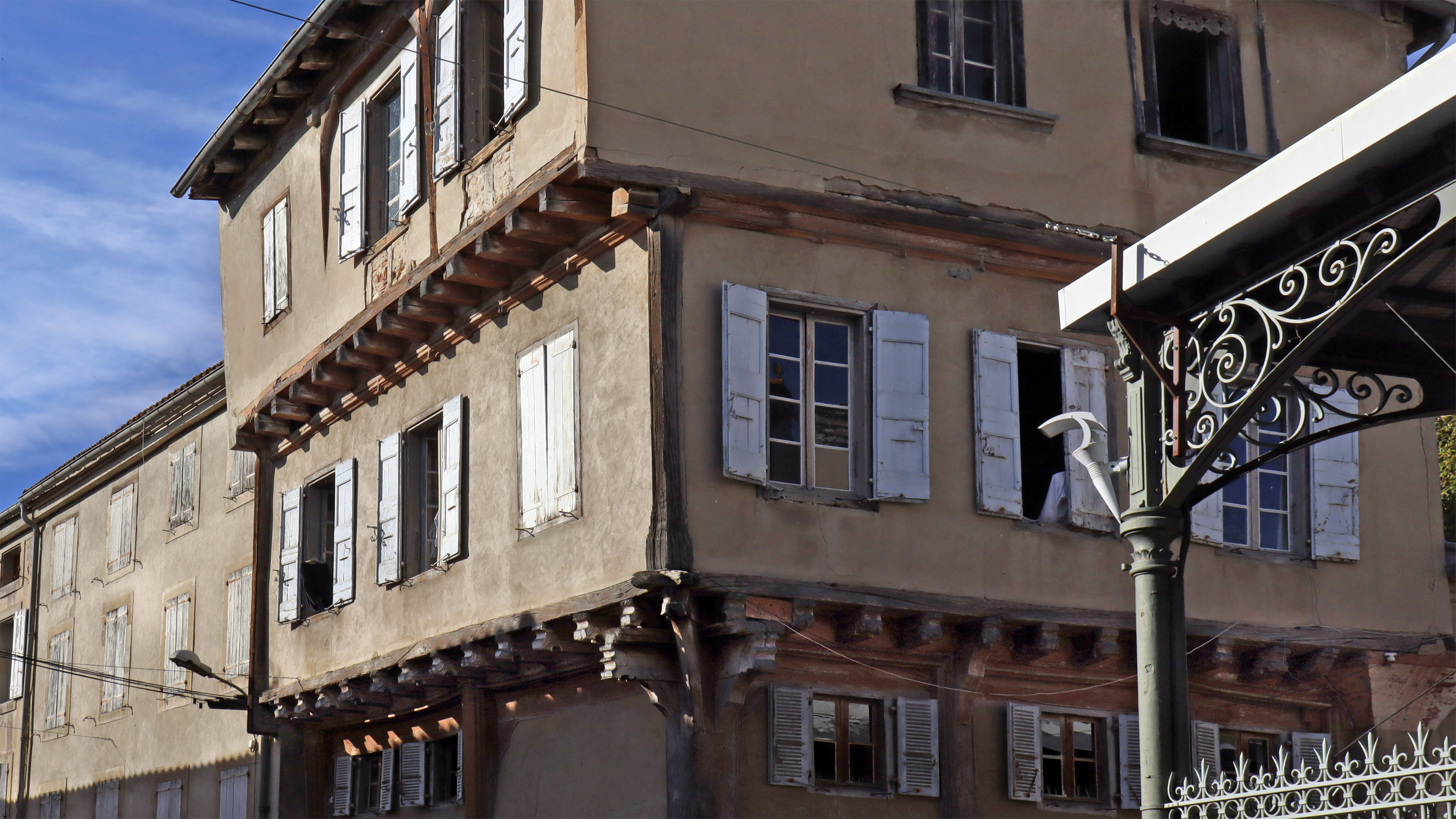
Maison à colombages.
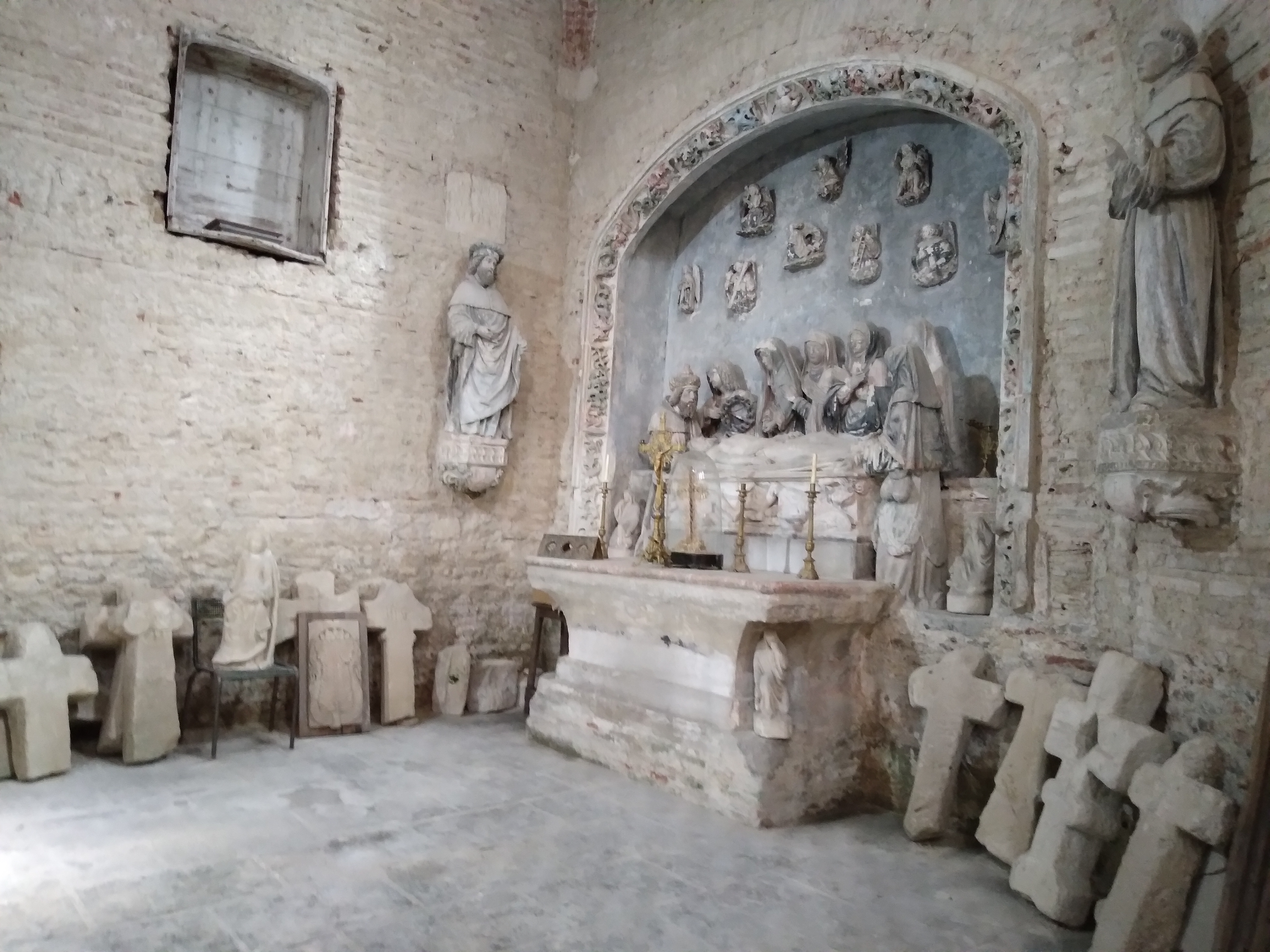
La chapelle du Saint-Sépulcre située dans l'église.

- Le « Castella » : château médiéval
- Le site gaulois de Garnac.
- Le pont gallo-romain.
- Le château fort d'origine (Xe) en ruine.
- La halle métallique de style Baltard.
- Maisons à colombages présentant un double encorbellement (XIVe).
- La maison du cardinal Guillaume de Court Novel (XIVe) avec ses fenêtres gothiques en double baie, située rue Tournefeuille.
- La demeure seigneurale du marquis de Mauléon-Barousse (XVIIe).
- L'église Saint-Saturnin. Le portail de l'ancienne église romane et la chapelle du Saint-Sépulcre[62] ont été classés au titre des monuments historiques en 1906[63]. L'église datant du début du XIVe siècle, a remplacé un édifice roman plus ancien. On trouve, à l’intérieur, une belle série de stèles discoïdales. Le joyau est le célèbre portail roman, le plus complet et le plus beau du Lauragais. C’est un « portail toulousain » sans tympan mais avec des voussures multiples, des ressauts correspondant aux ébrasements et des colonnes logées dans les ressauts.
- La Chapelle du Saint-Sépulcre située dans l'église Saint-Saturnin
- Les ruines de la chapelle Notre-Dame-du-Rosaire (XVe) situées au-dessus du village près du château fort. L'édifice a été inscrit au titre des monuments historiques en 1948[64].
- L'église Saint-Jean-Baptiste de Tresmèzes.
- Église Saint-Jean-Baptiste de la Bastide de Couloumat.
- Plusieurs croix de fer (XVe/XVIe/XVIIIe), de nombreuses croix de pierre (bords de chemin, cimetière et dans l'église), également près du hameau de Tresmèzes une croix de 1652, croix de Belpech.
- Le monument aux morts sculpté par Albert David [65].
- Trois moulins : celui du « Bosquet », sur L'Hers, le moulin à vent au-dessus du village, situé face au Castella et celui de « La Jalousie » sur le Vixiège, retenu en 2024 pour être restauré dans le cadre du loto du patrimoine[66],[67].

### Personnalités liées à la commune
- Joseph Germain Galinier (1814-1888), général, explorateur, né à Belpech.
- Pierre de La Broue (1644-1720), évêque, fondateur du petit séminaire de Belpech.
- Jean de Cojordan (-1364), né à Belpech, évêque d'Avignon et de Mirepoix. Son gisant en albatre est visible dans l'église Saint-Saturnin où il fut inhumé.
- Guillaume de Court Novel ( -1361), cardinal, né à Belpech.

Personnalités liées à Belpech
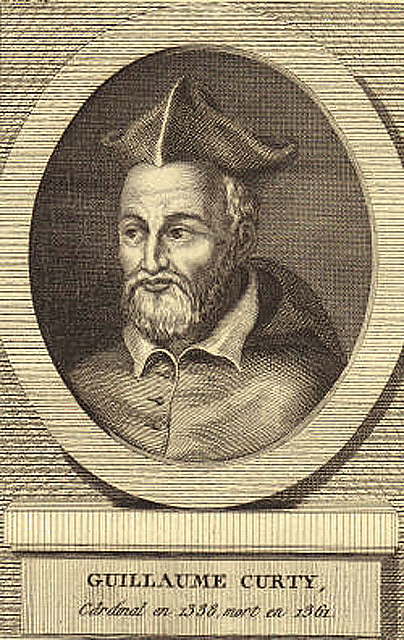
Guillaume de Court Novel
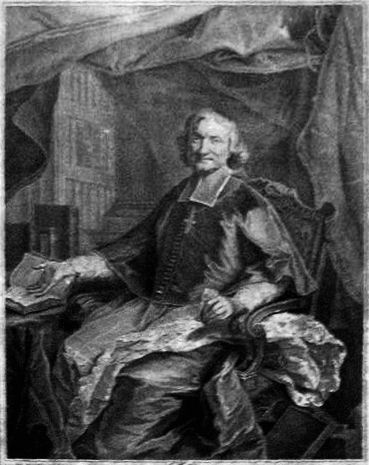
Pierre de La Broue

### Héraldique
| Blason de Belpech | Blason  | D'azur au château d'argent, ouvert du champ ajouré et maçonné de sable, surmonté d'un mont d'or sommé d'un créquier du même. |
| Blason de Belpech | Détails | Le statut officiel du blason reste à déterminer.                                                                             |

## Pour approfondir